# Bob-Weltmeisterschaft 1981
Die 35. Bob-Weltmeisterschaft fand 1981 bereits zum siebten Mal auf der Pista olimpica di bob in Cortina d’Ampezzo in Italien statt.

## Männer

### Zweierbob
Datum: 30. Januar / 1. Februar 1981
Teilnehmer: 29 Mannschaften
| Platz | Land   | Sportler                                   | 1. Lauf min | 2. Lauf min | 3. Lauf min | 4. Lauf min | Endzeit min     |
| ----- | ------ | ------------------------------------------ | ----------- | ----------- | ----------- | ----------- | --------------- |
| 1     | GDR I  | Bernhard Germeshausen Hans-Jürgen Gerhardt | 1:12,57     | 1:13,93     | 1:13,55     | 1:14,22     | 4:54,27         |
| 2     | GDR II | Horst Schönau Andreas Kirchner             | 1:12,93     | 1:14,00     | 1:13,98     | 1:14,17     | 4:55,08 +0,81 s |
| 3     | SUI I  | Erich Schärer Josef Benz                   | 1:12,93     | 1:13,97     | 1:13,73     | 1:14,69     | 4:55,32 +1,05 s |
| 4     | SUI II | Hans Hiltebrand Walter Rahm                | 1:13,73     | 1:14,06     | 1:13,59     | 1:14,46     | 4:55,84 +1,57 s |
| 5     | ITA I  | Marco Bellodis Giulio Sorice               |             |             |             |             | 4:59,30 +5,03 s |
| 6     | AUT I  | Fritz Sperling Franz Köfel                 |             |             |             |             | 4:59,75 +5,48 s |
| 7     | AUT II | Walter Delle Karth Günter Krispel          |             |             |             |             | 5:00,17         |
| 8     | ITA II | Riccardo Recafina Edmund Lanziner          |             |             |             |             | 5:00,43         |
| 9     | URS II | Jānis Ķipurs Aivars Šnepsts                |             |             |             |             | 5:02,50         |
| 10    | FRA I  | Gerard Christaud Patrick Lachaud           |             |             |             |             | 5:02,50         |
| 11    | USA II | Jeff Jost Frank Hansen                     |             |             |             |             | 5:03,91         |
| 12    | GBR II | Jonnie Woodall Peter Brugnani              |             |             |             |             | 5:04,07         |
| 13    | SWE I  | Rolf Höglund Per Gunnar Rockborn           |             |             |             |             | 5:04,35         |
| 14    | GBR I  | Gomer Lloyd Buster Watson                  |             |             |             |             | 5:05,01         |
| 15    | NED I  | Job van Oostrum John Drost                 |             |             |             |             | 5:05,41         |

### Viererbob
| Platz | Land   | Sportler                                                                  | Zeit        |
| ----- | ------ | ------------------------------------------------------------------------- | ----------- |
| 1     | GDR I  | Bernhard Germeshausen Henry Gerlach Matthias Trübner Hans-Jürgen Gerhardt | 4:50,90 min |
| 2     | SUI II | Hans Hiltebrand Kurt Poletti Franz Weinberger Franz Isenegger             | +2,22 s     |
| 3     | SUI I  | Erich Schärer Max Rüegg Tony Rüegg Josef Benz                             | +2,86 s     |
| 4     | GDR II | Bernhard Lehmann Bogdan Musiol Roland Wetzig Eberhard Weise               | +3,85 s     |
| 5     | AUT II | Franz Paulweber                                                           | +4,42 s     |
| 6     | AUT I  | Walter Delle Karth jun.                                                   | +5,96 s     |

Datum: 7./8. Februar 1981

## Medaillenspiegel
| Platz | Land                            | Gold | Silber | Bronze | Gesamt |
| ----- | ------------------------------- | ---- | ------ | ------ | ------ |
| 1     | Deutsche Demokratische Republik | 2    | 1      | 0      | 3      |
| 2     | Schweiz                         | 0    | 1      | 2      | 3      |